# Boszorkányseprű

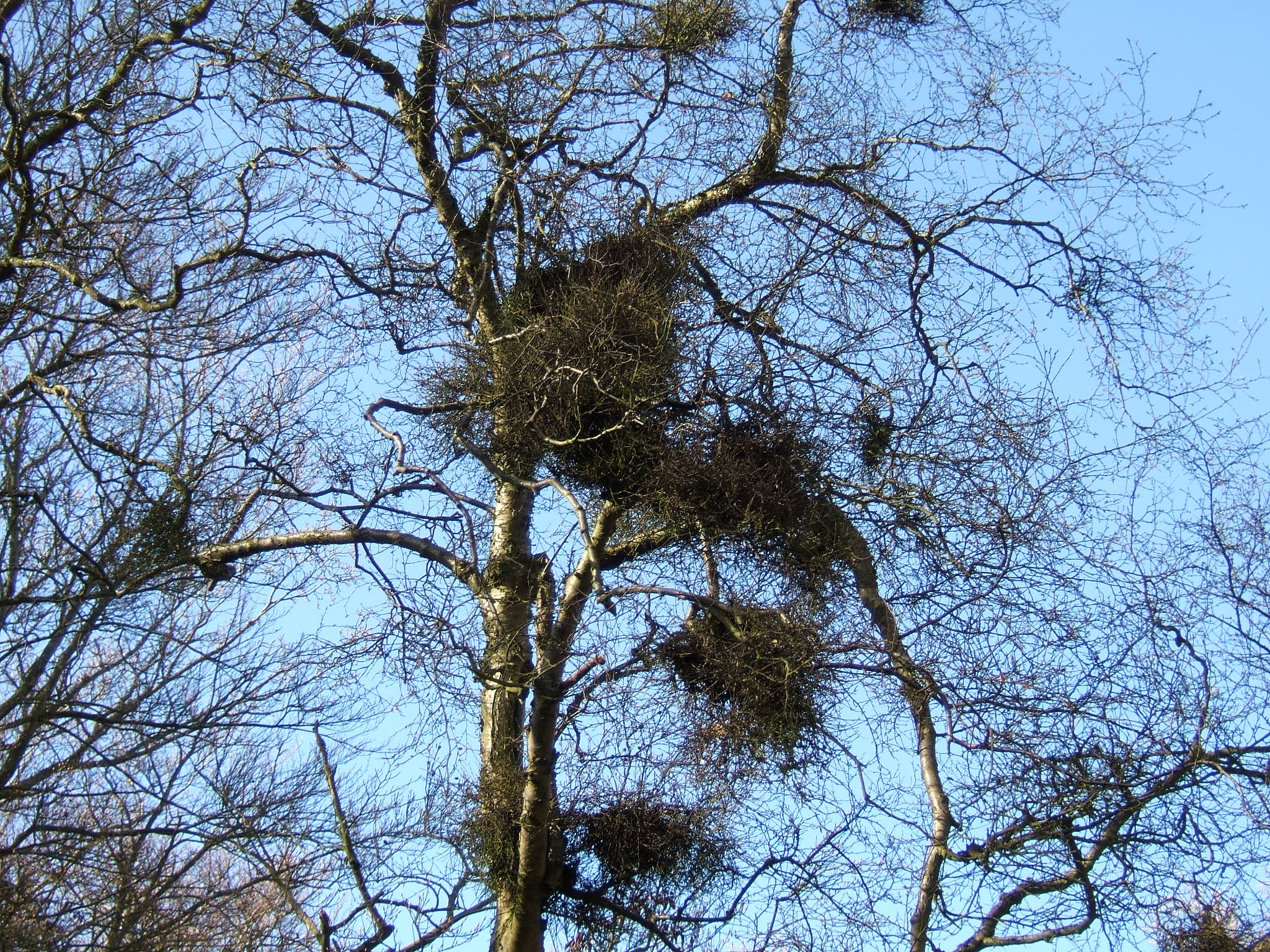
Taphrina betulina gomba okozta boszorkányseprűk molyhos nyíren

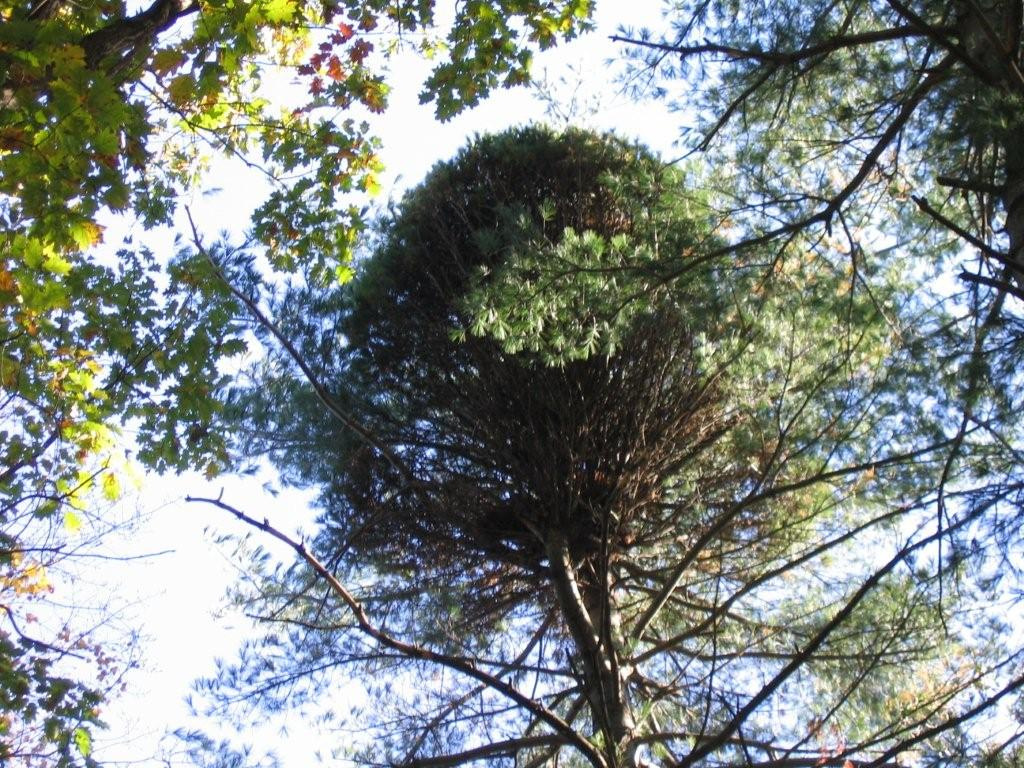
Boszorkányseprű amerikai selyemfenyőn

A boszorkányseprű (vagy bábaseprő) fás szárú növények, tipikusan fák betegsége vagy elváltozása, ami a növény természetes szerkezetének megváltozásával jár. Egy pontból hajtások sűrű tömege ágazik ki (bokros sarjadzás); általában a hajtások rövidebbek, a levelek kisebbek, zsúfoltabbak mint a fa egészséges részén. A létrejött struktúra seprűre vagy madárfészekre emlékeztet.
Okozója legtöbbször a dérgombák közé tartozó Taphrina cerasi  és a Taphrina insititiae gombák. A megtelepedés helyén a gally megvastagszik, majd az általuk kibocsátott mérgező ingeranyagok hatására alakul ki a jellegzetes képződmény. A kórokozó a micelliumaival (a gomba tenyésztestét felépítő sejtfonalak szövedéke) telel át. A fertőzés a rügyeken keresztül a leveleken megjelenő lisztszerű bevonatból képződő aszkospórákkal történik. Jellegzetes szénaillata a gomba által termelt kumarinszerű anyagtól származik.
Egy példa erre a torzulásra, amikor a citokinin fitohormon avatkozik be egy auxin-szabályozott rügy fejlődésébe. Általában az auxin megakadályozza, hogy a másodlagos, harmadlagos stb. csúcsok túl nagyra nőjenek, de a citokinin feloldja ezt a gátló hatást, így a csúcsok boszorkányseprűvé fejlődhetnek.
A boszorkányseprű növekedése több évig is eltarthat. Sokfajta élőlény kiválthatja őket, pl. gombák, rovarok, fagyöngy vagy Arceuthobium, atkák, fonálférgek, fitoplazmák vagy vírusok. Néha az emberi tényező is szerepet kap, például a fa nem megfelelő metszése után az fogékonyabbá válhat a betegségre.
A boszorkányseprűket különböző állatok fészkelésre is felhasználják, köztük pl. az északi repülőmókus (Glaucomys sabrinus) is.
A dísznövénykertészetben is hasznosítják de a mutáció hatása nem tartós, és a hajtás egy idő után „visszamutál” az eredeti habitusra. Dugványozással vagy oltással elszaporítva számos dekoratív, kerti változatot hoztak már létre. Ilyen a törpe növekedésű fenyőfajták legnagyobb része. Az eredeti habitus visszaállására példa egy - Bánó István által szelektált - törpe lucfajta (Picea abies ’Kámoni’).

## Lásd még
- A csillagászatban a Fátyol-köd nyugati részének (NGC 6960) neve Boszorkányseprű-köd (Witch's Broom Nebula).
- Bonszaioknál stílusjelzőként használják (Hokidachi: Bábaseprű, boszorkányseprű stílus).[5]
- Német nyelvterületen a fagyöngy népi megnevezése is ez (Hexenbesen).

## Fordítás
- Ez a szócikk részben vagy egészben a Witch's broom című angol Wikipédia-szócikk ezen változatának fordításán alapul.  Az eredeti cikk szerkesztőit annak laptörténete sorolja fel. Ez a jelzés csupán a megfogalmazás eredetét és a szerzői jogokat jelzi, nem szolgál a cikkben szereplő információk forrásmegjelöléseként.